# Willy Kraus
Willy Kraus (geboren 1918 in Düsseldorf; gestorben 11. Juli 2006) war ein deutscher Wirtschaftswissenschaftler.

## Leben
Willy Kraus wurde 1965 Ordinarius an der Ruhr-Universität in Bochum. Ab dem Wintersemester 1968/1969 begann er am Ostasien-Institut mit seinen Lehrveranstaltungen. 1983 endete seine Tätigkeit dort mit der Emeritierung.
Kraus übernahm dann eine Lehrtätigkeit an der Universität Duisburg-Essen und war einer der entscheidenden Wegbereiter des Ostasienprogramms an der Universität Duisburg-Essen. 1994 erhielt er für sein überragendes Engagement die Ehrendoktorwürde des Fachbereichs Wirtschaftswissenschaft der Gerhard-Mercator-Universität Duisburg.
Ein Schwerpunkt seiner wissenschaftlichen Arbeit war die Wirtschaft Ostasiens. Kraus nahm eine Gastprofessur an der Universität Tōkyō wahr.

## Publikationen
I. Bücher und Monographien
- Wirtschaftswachstum und Gleichgewicht. Knapp, Frankfurt 1955. Koreanische Ausgabe unter dem gleichen Titel, Seoul 1960.
- Volkswirtschaftliche Gesamtrechnung. (= Die Wirtschaftswissenschaften). Gabler, Köln/Wiesbaden 1961.
- mit Albrecht Kruse-Rodenacker und Gerhard Lindauer: Entwicklungsmöglichkeiten der Klein- und Mittelindustrie in Indonesien. Forschungsarbeit im Auftrage des Bundesministers für wirtschaftliche Zusammenarbeit, Berlin/ Bochum/ Stuttgart 1969.
- mit Karl Hax: Industriegesellschaften im Wandel. Japan und die BRD. Bertelsmann, Gütersloh 1970.
- Steigerung der landwirtschaftlichen Produktion und ihre Weiterverarbeitung in Afghanistan. Afghanische Studien. Hain, Meisenheim am Glan 1972.
- Afghanistan, Natur, Geschichte und Kultur; Staat, Wirtschaft und Gesellschaft. Erdmann, Tübingen 1972. (2. Aufl. 1974)
- mit Karl Hax: Krise des Wirtschaftswachstums. Lebensqualität in Japan und in der Bundesrepublik Deutschland. Erdmann, Tübingen 1974.
- Humanisierung der Arbeitswelt. Gestaltungsmöglichkeiten in Japan und in der Bundesrepublik Deutschland. Erdmann, Tübingen 1979.
- Wirtschaftliche Entwicklung und sozialer Wandel in der Volksrepublik China. Springer, Berlin/ Heidelberg/ New York 1979.
- Joint Ventures in der Volksrepublik China. In: Materialien und kleine Schriften. Herausgegeben vom Institut für Entwicklungsforschung und Entwicklungspolitik der Ruhr-Universität Bochum. Januar 1980.
- On Investments to Foreign Countries and Industrial Relations. Seminar Series of the Korean International Economic Institute, Seoul 1981.
- Economic Development and Social Change in the People’s Republic of China. Springer, New York 1982.
- Die japanische Herausforderung: Fernöstliche Mentalität und Strategie. Duncker & Humblot, Berlin 1982.

II. Beiträge in Sammelwerken
- Monetäre Vollbeschäftigungspolitik. In: „Vollbeschäftigung – durch Geldschöpfung und Haushaltsdefizit?“ Finanzwissenschaftliche Forschungsarbeiten. Hrsg.: Günter Schmölders. Universität zu Köln (Finanzwissenschaftliches Forschungsinstitut) 1956.
- Vollbeschäftigung als Dauerzustand? In: „Vollbeschäftigung – durch Geldschöpfung und Haushaltsdefizit?“ Finanzwissenschaftliche Forschungsarbeiten. Hrsg.: Günter Schmölders. Universität zu Köln (Finanzwissenschaftliches Forschungsinstitut) 1956.
- Wirtschaftswachstum. In: Katholisches Soziallexikon. Tyrolia, Wien/ München 1964.
- Entwicklungspolitische Probleme der Weidewirtschaft in den Trockengebieten. In: Weidewirtschaft in Trockengebieten. (= Gießener Beiträge zur Entwicklungsforschung. Band I). Gustav Fischer, Stuttgart 1965.
- Unter Mitarbeit von Klaus Dorner: Entwicklung der Wirtschaft. In: H. Besters, E. E. Boesch (Hrsg.): Entwicklungspolitik. Handbuch und Lexikon. Kreuz Verlag, Stuttgart/ Berlin/ Mainz 1966.
- Arbeitskräftepotential. In: Entwicklungspolitik. Handbuch und Lexikon. Kreuz Verlag, Stuttgart/ Berlin/ Mainz 1966.
- Beschäftigungspolitik. In: Entwicklungspolitik. Handbuch und Lexikon. Kreuz Verlag, Stuttgart/ Berlin/ Mainz 1966.
- mit Hans-Diedrich Cremer: Bevölkerungswachstum, Nahrungsmittelversorgung und wirtschaftliche Entwicklung. In: Handbuch der Landwirtschaft und Ernährung in den Entwicklungsländern. Ulmer, Stuttgart 1967.
- Wirtschaftspolitische Leitbilder der Entwicklungsländer. In: Theoretische und institutionelle Grundlagen der Wirtschaftspolitik. Theodor Wessels zum 65. Geburtstag. Duncker & Humblot, Berlin 1967.
- Internationale Zusammenarbeit verschiedener Disziplinen zur Verbesserung der Ernährung in Entwicklungsländern. Zusammenfassung der Ergebnisse und Schlußfolgerungen. In: Proceedings of the Seventh International Congress of Nutrition, Hamburg 1966. Vieweg & Sohn, Braunschweig 1967.
- Nomadismus als entwicklungspolitisches Problem. In: Nomadismus als Entwicklungsproblem. Bochumer Symposion 14.116. Juli 1967. Bertelsmann Universitätsverlag, Bielefeld 1969.
- Entwicklungspolitik und revolutionäre Bewegungen in den Entwicklungsländern. In: Ernst-Albrecht von Renesse (Hrsg.): Revolte und Revolution in Entwicklungsländern. Bertelsmann Universitätsverlag, Bielefeld 1969.
- Das entwicklungspolitische Konzept der Bundesrepublik Deutschland. In: Industriegesellschaften im Wandel. Japan und die BRD. Bertelsmann, Gütersloh 1970.
- Theory & Practice of Economic Development. In: Methods of Accelerating Development. A Report on the Seminar held under the Auspices of the Friedrich Naumann Stiftung. 31st December 1968-11th January 1969. Colombo, Ceylon 1969.
- Unter Mitarbeit von Günter Grosche und Rolf Lehmann-Richter: Ausbeutung der Entwicklungsländer durch Privatinvestitionen? In: Deutsche Stiftung für Entwicklungsländer: Materialien zur Entwicklungshilfekritik. Aktuelle Beiträge zur Diskussion um die deutsche Entwicklungspolitik. Bonn Dok 462 E 94/69. In: Michael Bohnet (Hrsg.): Das Nord-Süd-Problem. Konflikte zwischen Industrie- und Entwicklungsländern. Piper, München 1971.
- Tradition und Fortschritt in der japanischen Wirtschaftsentwicklung. In: Lydia Brüll, Ulrich Kemper (Hrsg.): Asien. Tradition und Fortschritt. Festschrift für Horst Hammitzsch zu seinem 60. Geburtstag. Harrassowitz, Wiesbaden 1971.
- Small-Scale Industries in Southeast Asia – A Way to Stabilization in Southeast Asian Economies. In: Bernhard Großmann (Hrsg.): Southeast Asia in the Modern World. (= Schriften des Instituts für Asienkunde. Band 34). Harrassowitz, Wiesbaden 1972.
- Landwirtschaftspolitik in Afghanistan. Grundlagen, Aufgaben und Probleme. In: Afghanische Studien. Bd. 6: Steigerung der landwirtschaftlichen Produktion und ihre Weiterverarbeitung in Afghanistan. Willy Kraus (Hrsg.). Hain, Meisenheim am Glan 1972.
- Economic Growth and Public Nuisances. In: K. Okochi, H. Arisawa (Hrsg.): Postwar Economic Growth and Social Welfare. Tokio 1972 (japanisch).
- Wirtschaftliches Wachstum und seine unerwünschten Begleiterscheinungen. In: Essays in Economic Theory, Application, and Practice. In Honor of Professor Hochhin Choi. (= Commemorative Essays. Vol. 3). Seoul 1974.
- Entwicklungskonzepte und Entwicklungserfahrungen der Volksrepublik China. Zur Frage ihrer Nutzbarmachung für die Entwicklungsforschung und Entwicklungspolitik. In: Ostasien – wissenschaftliche Beiträge zur Sprache, Literatur, Geschichte, Geistesgeschichte, Wirtschaft, Politik und Geographie. Veröffentlichungen des Ostasien-Instituts der Ruhr-Universität Bochum. Harrassowitz, Wiesbaden 1975.
- Zur entwicklungspolitischen Relevanz der chinesischen Traditionalität. In: China. Kultur, Politik und Wirtschaft. Festgabe für Alfred Hoffmann zum 65. Geburtstag. Erdmann, Tübingen 1976. Publikationen von Prof. Dr. Willy Kraus
- Entwicklungsstrategien in der Volksrepublik China. Lehren für die Entwicklungsländer. In: Winfried von Urff (Hrsg.): Schriften des Vereins für Sozialpolitik. Gesellschaft für Wirtschafts- und Sozialwissenschaften. neue Folge, Band 90, Integration der Entwicklungsländer in eine instabile Weltwirtschaft – Probleme, Chancen, Gefahren. Duncker & Humblot, Berlin 1976.
- Requirements of raw materials and energy for industrialized countries. In: K. Okochi (Hrsg.): Socio-Economic Problems of Industrialized Countries in Search of Obtaining New Equilibrium. Tokio 1977 (japanisch).
- Die japanische Entwicklung nach dem Kriege aus deutscher Sicht. In: Krise des Wirtschaftswachstums. Lebensqualität in Japan und in der Bundesrepublik Deutschland. Erdmann, Tübingen 1974.
- Ende des ,eigenständigen‘ Entwicklungsweges? In: Maoismus: Kontinuität und Diskontinuität. Bilanz und Perspektiven der Entwicklung nach dem Tode Mao Tse-tungs. Brockmeyer, Bochum 1977.
- Zur wirtschaftlichen Kooperation Chinas mit westlichen Industrieländern. In: Möglichkeiten und Probleme des Chinageschäfts. (= Schriften zur Außenwirtschaft. 15). Industrie und Handelskammer Hannover-Hildesheim, März 1981.
- Private Direktinvestitionen im Ausland und die Arbeitgeber-Arbeitnehmerbeziehungen. In: Kazuo Okochi (Hrsg.): Die japanische und die westdeutsche Wirtschaft nach der Ölkrise. Nihon Keizai Shimbun, Tokio 1981.
- Wirtschaftliche Entwicklung und sozialer Wandel der Volksrepublik China. In: Der Fischer Welt Almanach 1982. Fischer, Frankfurt am Main 1981.
- Weltkultur, eigenständige Entwicklung und Industrialisierungsprozeß. In: Karlernst Ringer, Ernst-Albrecht von Renesse, Christian Uhlig (Hrsg.): Perspektiven der Entwicklungspolitik. Erdmann Verlag, Tübingen 1981.
- mit Wilfried Lütkenhorst: Atlantische Gegenwart – Pazifische Zukunft? Anmerkungen zur wirtschafts- und außenpolitischen Orientierung der USA. In: Th. Leuenberger (Hrsg.): Westeuropa – USA: Spannung und Beziehung. Duncker & Humblot, Berlin 1983.
- Geschichte, Tradition und Industrialisierungsprozeß. In: Peter Snoy u. a.: Ethnologie und Geschichte. Steiner Verlag, Wiesbaden 1983.